# Ministerstwo Zdrowia Ukrainy
Ministerstwo Zdrowia Ukrainy (ukr. Міністерство охорони здоров'я України) – urząd administracji rządowej Ukrainy, odpowiedzialny za ustalanie polityki państwowej w zakresie ochrony zdrowia. Obecnym ministrem zdrowia w rządzie Premiera Denysa Szmyhala jest Wiktor Laszko, który objął tę funkcję w 2021 r.